# Xenohyla eugenioi
Xenohyla eugenioi är en groddjursart som beskrevs av Ulisses Caramaschi 1998. Xenohyla eugenioi ingår i släktet Xenohyla och familjen lövgrodor. IUCN kategoriserar arten globalt som otillräckligt studerad. Inga underarter finns listade i Catalogue of Life.